# Mistrzostwa Polski w Tenisie Stołowym 1983
Mistrzostwa Polski w Tenisie Stołowym 1983 – 51. edycja mistrzostw, która odbyła się w okresie 1983 roku w Krakowie.

## Medaliści
| Konkurencja             | Złoty                                                            | Srebrny                                                                           | Brązowy                                                                       |
| Gra pojedyncza mężczyzn | Andrzej Grubba (AZS Gdańsk)                                      | Stefan Dryszel (AZS Gliwice)                                                      | Andrzej Jakubowicz (AZS Gdańsk)                                               |
| Gra pojedyncza kobiet   | Małgorzata Urbańska-Turalska (Włókniarz Łódź)                    | Ewa Poźniak (Siarka Tarnobrzeg)                                                   | Weronika Stelmach (GKS Jastrzębie-Zdrój)                                      |
| Gra podwójna mężczyzn   | Andrzej Grubba (AZS Gdańsk) Tadeusz Klimkowski (AZS Gdańsk)      | Dariusz Kabaciński (Burza Wrocław) Mirosław Pierończyk (AZS Gliwice)              | Piotr Molenda (AZS Gliwice) Stefan Dryszel (AZS Gliwice)                      |
| Gra podwójna kobiet     | Ewa Brzezińska-Janik (MDK Chełmno) Elżbieta Gracek (AZS Wrocław) | Anna Nowacka (Motor Lublin) Małgorzata Wójcik (Lewart Lubartów)                   | Ewa Poźniak (Siarka Tarnobrzeg) Małgorzata Urbańska-Turalska (Włókniarz Łódź) |
| Gra mieszana            | Stefan Dryszel (AZS Gliwice) Jolanta Szatko (Banda Kraków)       | Krzysztof Piechaczek (Górnik Czerwionka) Weronika Stelmach (GKS Jastrzębie-Zdrój) | Marian Macherzyński (Górnik Czerwionka) Danuta Ochędzan (AZS Gliwice)         |